# Chiesa del Santissimo Sacramento dell'Antica Sede
La Chiesa del Santissimo Sacramento dell'Antica Sede (in portoghese Igreja do Santíssimo Sacramento da Antiga Sé) è un luogo di culto cattolico situato in rua avenida Passos a Rio de Janeiro.

## Storia
Nel 1816, la Confraternita del Santissimo Sacramento, che fino ad allora aveva sede nella chiesa del Rosario e di San Benedetto, acquistò un terreno dal colonnello José de Souza Meireles sull'attuale avenida Passos, dove sorge l'odierna chiesa. I lavori di costruzione iniziarono lo stesso anno. Nel 1820 fu completato il presbiterio e le immagini della Confraternita furono trasferite dalla Chiesa del Rosario con una solenne processione In quest'occasione la Confraternita assunse il nome di Curato do Santíssimo Sacramento da Antiga Sé.
Dopo l'inaugurazione del presbiterio e l'arrivo delle immagini, i lavori assunsero una dimensione maggiore. Nel 1859 la chiesa fu consacrata dal Vescovo e pochi giorni dopo vi fu celebrato un Te Deum, alla quale parteciparono l'imperatore Pietro II e e la consorte Teresa Cristina. La chiesa fu elevata alla categoria di Chiesa Madre nel 1816, con la creazione della Parrocchia del Santissimo Sacramento della vecchia Cattedrale.

## Descrizione
Sebbene sia stato costruito durante il periodo neoclassico, la chiesa mostra ancora forti tracce barocche e rococò. La facciata è monumentale, con un corpo centrale e due torri laterali separate da pilastri. Il frontespizio inquadra un grande portale ad arco coronato da due volute tronche. Ai lati sono presenti due grandi nicchie con statue e due porte alla base delle torri. Al piano superiore si trovano cinque finestre sormontate dal tipico frontone triangolare classico. Un'ampia cornice separa il secondo piano dal frontone superiore, a forma di edicola classica, con statue e pinnacoli. I campanili sono colorati da alte mensole piramidali rivestite in marmo e pinnacoli, un'aggiunta del 1871 progettata dall'ingegnere Francisco Joaquim Bethencourt.
L'interno è ancora in ottimo stato di conservazione e presenta una grande armonia d'insieme. Il suo stile ricorda le chiese della seconda metà del XVIII secolo, con ricchi intagli rococò che ornano le pale d'altare e altri elementi strutturali, opera di Antônio de Pádua e Castro, che ha firmato anche le immagini della pala d'altare principale. Ma indicativo dell'influenza neoclassica è lo stile delle colonne, di ordine corinzio. La pala dell'altare maggiore è piuttosto originale nel contesto brasiliano, con un grande baldacchino fortemente proiettato sul davanti, sostenuto da colonne. Qui troneggia un gruppo scultoreo della Santa Cena, affiancato da figure allegoriche e bibliche. Il fonte battesimale nel battistero è il più antico di Rio de Janeiro.